# Маскувальна сітка для Армії руками волонтерів

Сертифікат, що засвідчує час і місце початку проекту: 4 серпня 2014 року, Київ, вул. Сагайдачного, 12, магазин «Каптерка». Сертифікат вручений разом з пам'ятним знаком «Камуфляжна Україна» власникам магазину Світлані Багмет та Андрію Хоманчуку і підписаний співавторами проекту з нагоди 2-ї річниці його старту.

Пам'ятний знак, виконаний з тих самих матеріалів, що й волонтерські маскувальні сітки. Карта символізує масштаб проекту, масовість виготовлення маскування по всій країні та кропітку працю волонтерів із плетіння сітки. Виготовлений керівником проекту Олесею Корягіною для магазина «Каптерка» як символ проекту, який стартував в цьому місці 4 серпня 2014 року, до 2-ї річниці проекту. Був вручений разом із сертифікатом, що засвідчує місце та час заснування проекту, власникам магазину «Каптерка» Світлані Багмет та Андрію Хоманчуку 21 серпня 2016 року.

«Маскувальна сітка для Армії руками волонтерів» — всеукраїнський волонтерський рух із виготовлення маскувальних сіток для українських військових у зоні АТО. Має багато осередків, деякі з яких займаються й іншою діяльністю з підтримки армії, зокрема пошиттям одягу та збором різноманітної допомоги. Станом на травень 2015 об'єднання є неформальним, але деякі з його груп-учасниць зареєстровані як громадські організації.

## Історія
За словами координатора руху, він був започаткований у серпні 2014 року в Києві, в магазині «Каптерка» на вулиці Сагайдачного, 12. Власник магазину, колишній сотник 14-ї сотні Майдану Андрій Хоманчук разом із дружиною Світланою Багмет зібрав під його дахом велику групу волонтерів, які займалися різноманітною допомогою військовим. Дізнавшись про потребу в маскувальних сітках, активісти почали експериментувати з їх плетінням. Цю справу започаткували троє волонтерів із Києва:
- Юлія Шостак, яка пізніше стала координатором київської групи з плетення сітки «Помічниці Хунти»;
- Андрій Вовк — автор рамок для натягування рибальської сітки, які стали стандартними. Майже 2 місяці всі сітки в магазині «Каптерка» робилися під його керівництвом. Крім того, займається розробкою власної моделі армійського рюкзака;
- Олеся Корягіна, яка стала координатором руху[5][1][6][7][8]. Займається розподілом замовлень, допомогою в пошуку матеріалів, перемовинами з постачальниками й перевізниками[9].

За даними об'єднання, проект стартував 4 серпня 2014 року, коли після низки невдалих спроб активісти обрали спосіб заплітання сітки, який дозволяв працювати одночасно кільком людям. Було створено першу рамку для плетіння — дерев'яну конструкцію з набитими по периметру гвіздками, що дозволяла натягувати сітку. Вже через місяць група отримала замовлення на 60 сіток для 79-ї бригади від одного з найвідоміших волонтерів Юрія Бірюкова.
Восени 2014 осередок на Сагайдачного розділився на окремі групи, які стали працювати по нових адресах: «Лента за лентою» під керівництвом Світлани Серебряної, «Сітка на Вежі» на чолі з Тетяною Наумовою і «Батальйон „Сітка“», координатором якого стала Марина Одинцова. Активісти стали шукати через Facebook охочих приєднатися до справи. Цей заклик поширився інтернетом, діяльність руху стали висвітлювати ЗМІ, і в його рамках стали виникати нові групи. За словами координатора руху Олесі Корягіної, за її безпосередньої участі відкрилися близько половини груп із плетіння сіток, що працюють станом на квітень 2016.
Деякі осередки руху створені окремими активістами, деякі — колективами підприємств та установ, у тому числі шкіл, вишів, дитячих садків, лікарень та бібліотек. За даними координатора руху, станом на 2015 рік у ньому беруть участь понад 100 шкіл.
Кількість осередків та їх учасників постійно змінюється. За словами волонтерів, через півтора місяця після заснування (20 вересня 2014) рух мав майже 20 осередків, через два місяці (3 жовтня) — більше 30, а ще через два (12 листопада) — 56. У січні 2015, за оцінкою координатора руху, діяли вже 150 груп у 120 населених пунктах України, в лютому — травні 2015 — понад 120 (із яких близько 20 — в Києві), а в вересні 2015 — більше 150 (у столиці — майже 40). Станом на вересень 2016 діють близько 150 груп у більш ніж 120 містах та селах усіх регіонів України, крім Криму (див. нижче). Крім того, станом на 2015 рік маскувальну сітку виготовляють у 6 волонтерських спільнотах українських діаспор у Західній Європі, зокрема в Бельгії, Німеччині, Польщі та Чехії.

## Діяльність
За словами активістів руху, за перші 2 місяці роботи тільки київські осередки виготовили 80 сіток розміром 3×6 метрів. У травні 2015 року об'єднання звітувало про виготовлення понад 150 тисяч м2 сітки, в жовтні — понад 300 тисяч м2, а в листопаді 2016 — більше 700 тисяч м2. Зважаючи на те, що сітки легко псуються і горять при обстрілах, потреба в них лишається великою, і їх виготовлення продовжується навіть на третьому році війни.
Волонтери об'єднання працюють і в багатьох інших напрямах — виготовляють ковдри, рюкзаки, пояси, балаклави, сигнальні прапорці, чохли на артилерію, рукавиці, шапки, білизну, обереги, сухі борщі, чаї тощо. Деякі групи налагодили виробництво маскувальних костюмів «кікімора». Крім того, осередки руху стали виконувати роль пунктів збору різноманітної допомоги — одягу, екіпірування, продуктів, листів тощо.
Існують як відкриті для всіх охочих, так і закриті групи. Закритими можуть бути групи в зоні АТО, де є ризик для безпеки учасників, або невеликі групи, що складаються з друзів, сусідів або членів сімей. Такі групи не афішують своєї діяльності. Відкриті групи часто мають назву, банківський рахунок, підопічні військові підрозділи, ведуть статистику зроблених та переданих бійцям речей, ведуть сторінку в соціальних мережах, найчастіше на Facebook, де звітуються, діляться новинами та повідомляють про потреби. Їх контакти та адреси можна знайти в вільному доступі.
Деякі групи мають плани на подальшу роботу з побудови громадянського суспільства в Україні і працюють в інших напрямах волонтерства. Це всебічна допомога учасникам АТО, в тому числі пораненим у госпіталях, робота з інвалідами, з сім'ями загиблих, патріотичне виховання дітей та молоді, допомога вимушеним переселенцям зі сходу України, екологічне волонтерство — озеленення, прибирання парків, збір вторсировини.

## Групи з плетення. Регіональна мережа

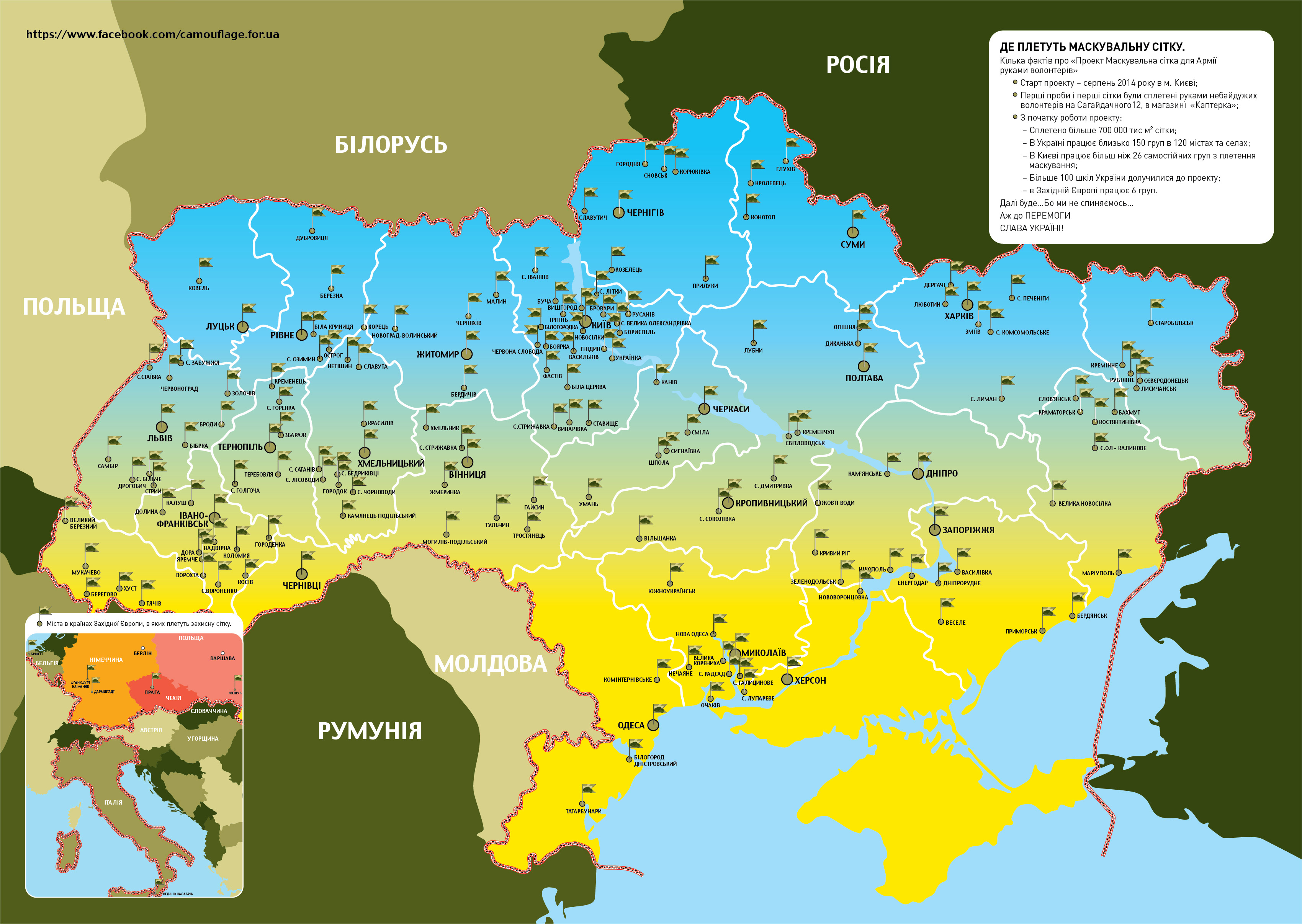
Населені пункти України та Західної Європи, де працюють групи з виготовлення маскувальної сітки

Станом на вересень 2016 року в Україні згідно даних, зібраних координатором проекту, постійно працює більше 150 відкритих волонтерських груп з плетення маскувальної сітки у всіх регіонах за винятком Криму:
- м. Київ: 26 груп
- Київська область: 16 груп
- Вінницька область: 5 груп
- Волинська область: 1 група
- Дніпропетровська область: 5 груп
- Донецька область: 7 груп
- Житомирська область: 4 групи
- Закарпатська область: 4 групи
- Запорізька область: 10 груп
- Івано-Франківська область: 7 груп
- Кіровоградська область: 5 груп
- Львівська область: 8 груп
- Луганська область: 5 груп
- Миколаївська область: 3 групи
- Одеська область: 3 групи
- Полтавська область: 8 груп
- Рівненська область: 6 груп
- Сумська область: 6 груп
- Тернопільська область: 4 групи
- Харківська область: 4 групи
- Херсонська область: 2 групи
- Хмельницька область: 6 груп
- Черкаська область: 4 групи (в тому числі група «Черкаські павучки» в складі ГО «Наш батальйон»)
- Чернівецька область: 1 група
- Чернігівська область: 8 груп

## Техніка плетіння
Волонтери виготовляють свої вироби на основі рибальської сітки, в яку вплітають клаптики тканини. Існує більше 10 способів плетення. 7 із них наведено в опублікованому активістами відеопосібнику.
Матеріали, що використовуються для плетення маскувальної сітки
- залишки камуфльованих тканин після пошиття форми (обрізки);
- одяг б/в;
- постільна білизна;
- сантехнічне клоччя;
- лляний шпагат.

Вимоги до матеріалу, який буде вплітатися
- тканина з натуральних матеріалів (склад — 60-100 % бавовна, льон);
- кольорова гамма, що відповідає сезону та ландшафту (білі сітки для зими, відтінки тьмяної зелені, хакі для міжсезоння, яскраві зелені кольори для літніх сіток);
- синтетичні матеріали (поліестер, поліефір та ін.) — тільки для виготовлення маскувальних сіток на хибні цілі.

Основа для плетення
- рибацька сітка (дель) з капрону, товщиною нитки від 0,8 до 2 мм і величиною ярунки (клітинки) від 20 до 70 мм,
- рідше сітка з волосіні,
- такелажна сітка,
- сітка з великою клітинкою (наприклад, як волейбольна — 10×10 см).

## Відзнаки
- 3 червня 2016 року координатор руху Олеся Корягіна та волонтер Юлія Халковська були нагороджені медаллю Української православної церкви Київського патріархату «За жертовність і любов до України»[12].
- Олеся Корягіна нагороджена подякою керівника Луганської обласної військово-цивільної адміністрації Юрія Гарбуза (4 червня 2016)[28] та грамотою командира оперативно-тактичного угруповання «Луганськ» (23 серпня 2016)[29].